# The Cast of Cheers
The Cast of Cheers est un groupe irlandais de math rock et rock indépendant, originaire de Sligo et Dublin, actif entre 2009 et 2013. Il se compose de Conor Adams (chant, guitare), Neil Adams (guitare, chant), John Higgins (basse, chant) et Kevin Curran (batterie).

## Histoire
The Cast of Cheers se forme en 2009 à Dublin, en Irlande, par le chanteur Conor Adams et le bassiste John Higgins, qui recrutent Kevin Curran à la batterie et, après l'enregistrement de leur premier album, ils demandent au frère de Conor, Neil Adams, de jouer de la guitare en concert. Leur premier album, Chariot, est publié gratuitement en février 2010 sur Bandcamp. Il reçoit plus de 150 000 téléchargements et leur vaut une nomination aux Choice Music Awards. Leur deuxième album, Family, est produit par Luke Smith, (ex membre de Clor) et sort le 20 juillet 2012 chez Schoolboy Error/Co-Operative Music, et débute à la 37e place du Irish Albums Chart.
Pendant leur carrière, ils ont assuré la première partie de Blood Red Shoes, Howler, Bloc Party, Alt-J, Two Door Cinema Club et Bombay Bicycle Club. 

## Discographie

### Albums studio
| Année                                             | Détail                                                                                           | Meilleure position |
| Année                                             | Détail                                                                                           | IRL                |
| ------------------------------------------------- | ------------------------------------------------------------------------------------------------ | ------------------ |
| 2010                                              | Chariot - Sortie : février 2010 - Label : Auto-distribution - Format : Téléchargement            | —                  |
| 2012                                              | Family - Sortie : 20 juillet 2012 - Label : Schoolboy Error - Format : CD, téléchargement vinyle | 37                 |
| « — » signifie qu'aucun classement n'est atteint. |                                                                                                  |                    |

### Singles
| Année                                             | Titre           | Meilleure position | Album  |
| Année                                             | Titre           | IRL                | Album  |
| ------------------------------------------------- | --------------- | ------------------ | ------ |
| 2012                                              | Family          | —                  | Family |
| 2012                                              | Animals         | —                  | Family |
| 2012                                              | Human Elevator  | —                  | Family |
| 2012                                              | Trucks At Night | —                  | Family |
| « — » signifie qu'aucun classement n'est atteint. |                 |                    |        |

## Distinction
| Année | Nommé   | Catégorie                       | Résultat   | Réf   |
| ----- | ------- | ------------------------------- | ---------- | ----- |
| 2010  | Chariot | Album irlandais de l'année 2010 | Nomination | [ 5 ] |